# Déserts du Namib, du Karoo et du Kaokoveld
Les déserts du Namib, du Karoo et du Kaokoveld forment une région écologique identifiée par le Fonds mondial pour la nature (WWF) comme faisant partie de la liste « Global 200 », c'est-à-dire considérée comme exceptionnelle au niveau biologique et prioritaire en matière de conservation. Elle regroupe plusieurs écorégions terrestres arides d'Afrique australe :
- le désert du Namib ;
- les forêts claires de la savane namibienne ;
- le Karoo succulent ;
- le Karoo nama ;
- le désert du Kaokoveld.